# Stemma dell'Arkansas

Sigillo dell'Arkansas

Lo stemma dell'Arkansas (ufficialmente in inglese Great Seal of the State of Arkansas, ossia Gran Sigillo dello Stato dell'Arkansas) venne adottato per la prima volta nel 1864 e modificato il 23 maggio 1907. L'anello esterno della tenuta contiene la denominazione ufficiale dell'emblema Al suo interno sono rappresentati: l'Angelo della Misericordia, la Spada della Giustizia e la Dea della Libertà, circondata da un'aquila calva. L'aquila tiene nel becco un cartiglio con incisa la frase latina "Regnat Populus", il motto dello stato, il cui significato in italiano è: "Il Popolo è sovrano". All'interno dello scudo del sigillo vi sono: un battello a vapore, un aratro, un alveare e un covone di grano, simboli della ricchezza industriale e agricola dell'Arkansas.

## Altri stemmi dell'Arkansas

Sigillo della Corte Suprema dell'Arkansas
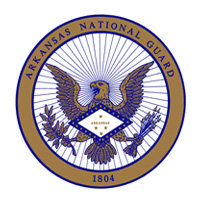
Sigillo della Guardia Nazionale Arkansas
Sigillo del Dipartimento dei trasporti dell'Arkansas